# Første hjælp ved krigsskader
Første hjælp ved krigsskader er en dansk instruktionsfilm fra 1953, der er instrueret af Svend Aage Lorentz.

## Handling
Denne artikel mangler et handlingsreferat. Hjælp os med at skrive det.